# St. Maria (Kirrberg)

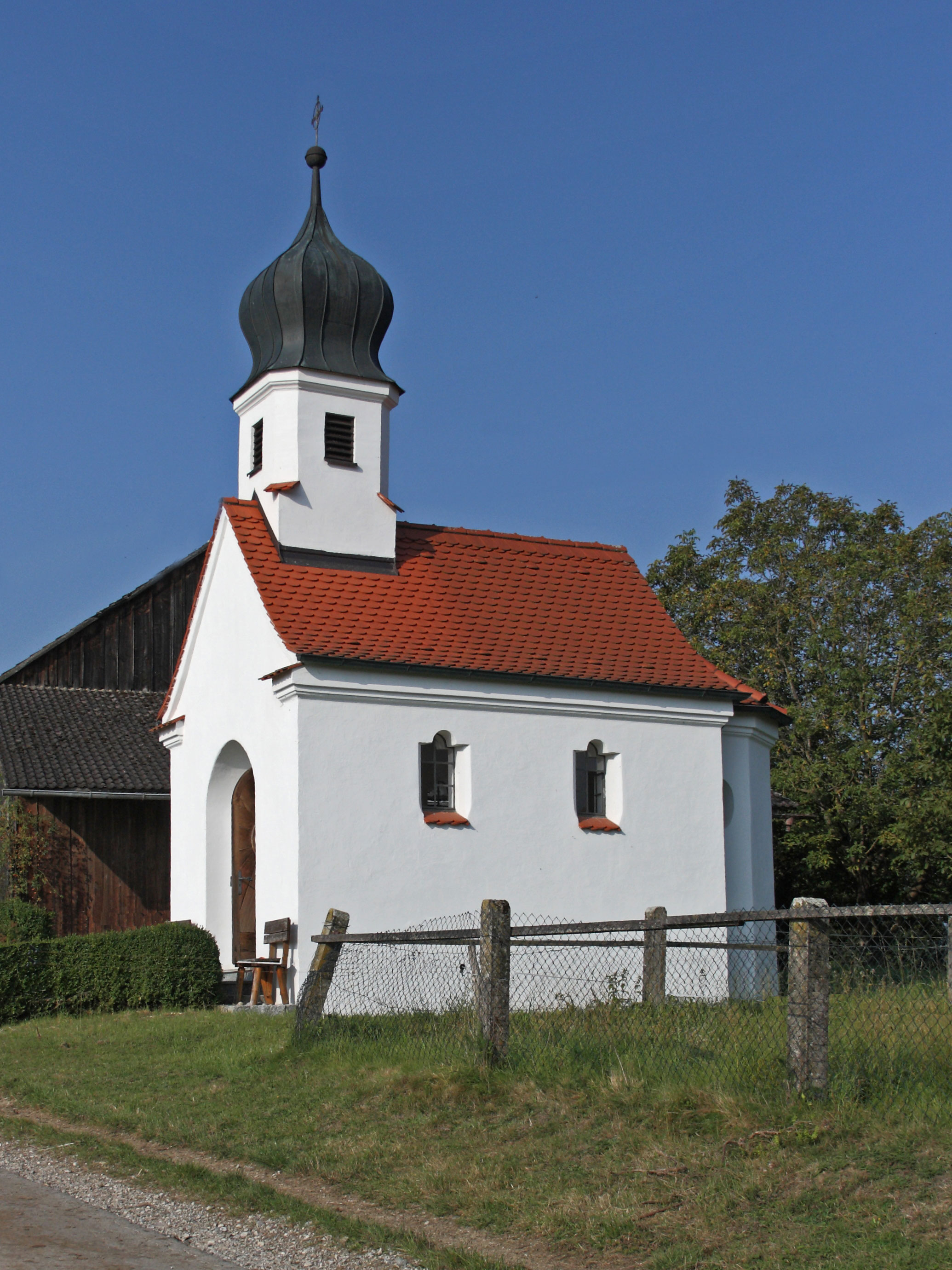
Marienkapelle in Kirrberg

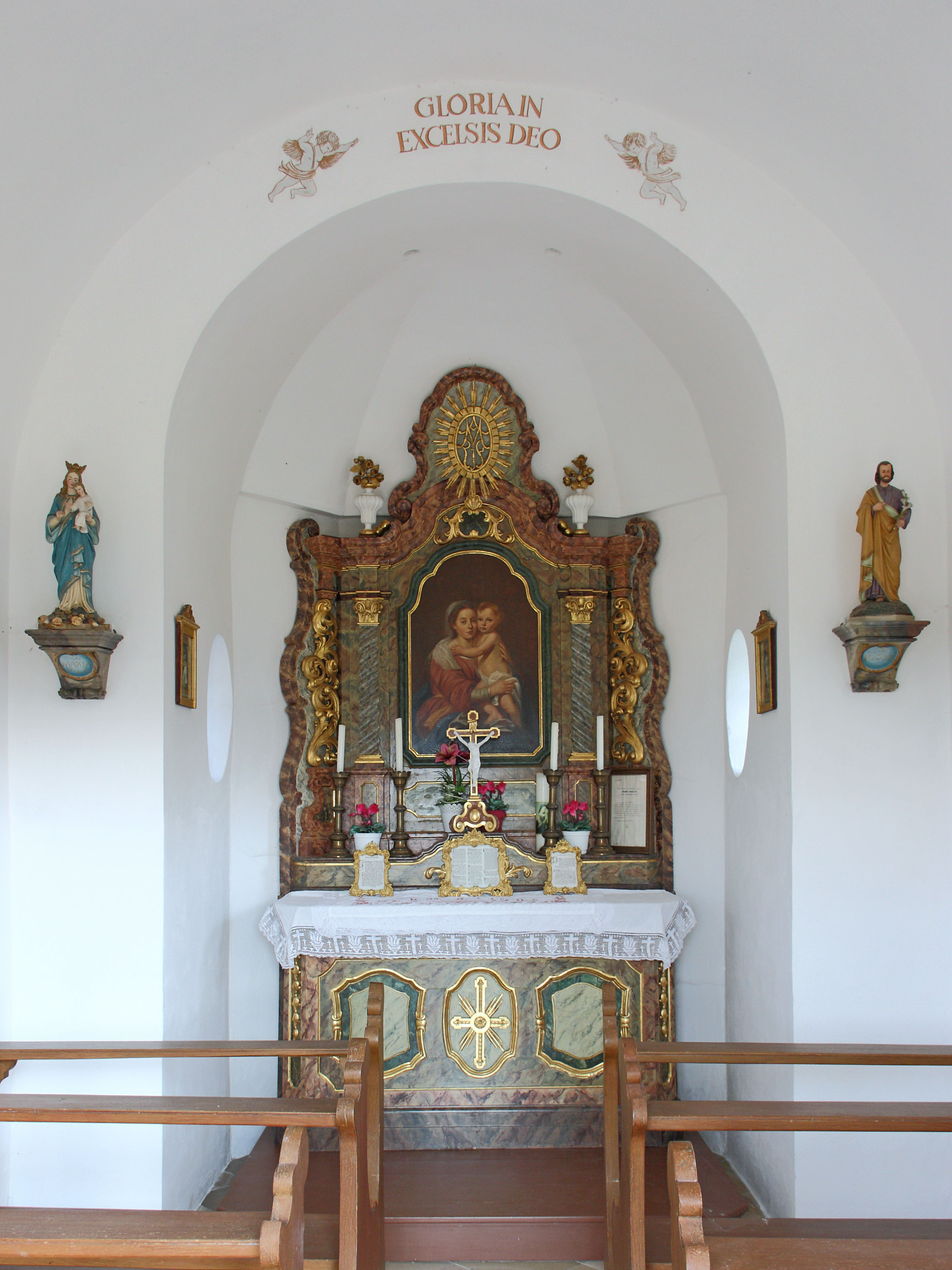
Innenansicht mit Altar

Die Kapelle St. Maria in Kirrberg, einem Gemeindeteil von Balzhausen im schwäbischen Landkreis Günzburg in Bayern, wurde 1912 errichtet. Die Kapelle, an der Stelle zweier nachgewiesener Vorgängerbauten, ist ein geschütztes Baudenkmal.
Der kleine Massivbau wurde als Privatkapelle eines benachbarten Bauernhofes errichtet.
Die genordete Kapelle besitzt ein Tonnengewölbe und einen bauzeitlichen Altar, der dem Günzburger Kunsthandwerker Georg Saumweber zugeschrieben wird.